# La Puebla del Río
La Puebla del Río é um município da Espanha, na província de Sevilha, comunidade autónoma da Andaluzia. Tem 375,1 km² de área e em 2021 tinha 11 873 habitantes (densidade: 31,7 hab./km²). Pertence à Comarca Metropolitana de Sevilla, limitando com os municípios de Coria del Río, Dos Hermanas, Utrera, Las Cabezas de San Juan, Lebrija, Aznalcázar, Isla Mayor, Bollullos de la Mitación, Almensilla e Trebujena.